# Paso Fino

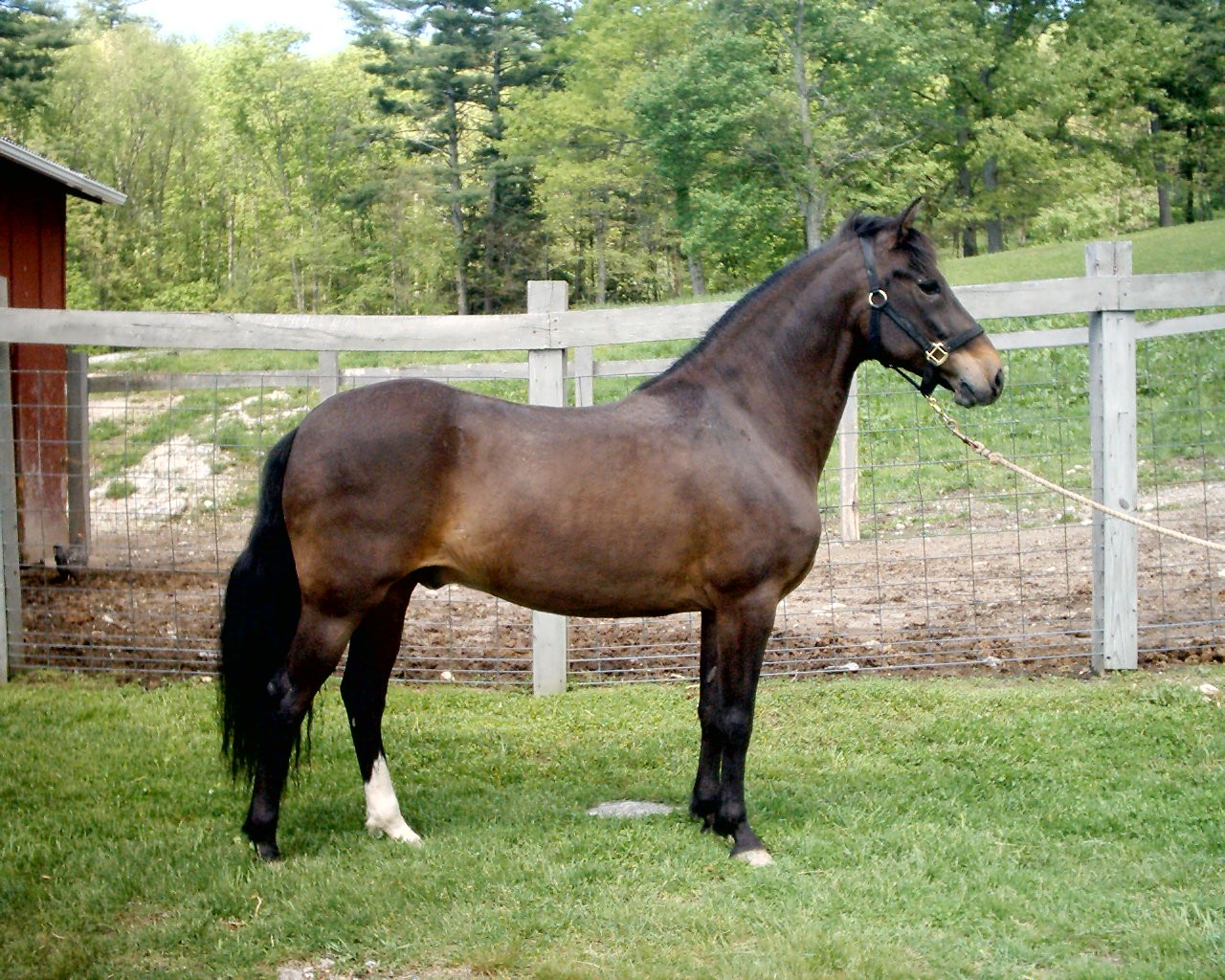
Paso Fino

Paso Fino – rasa koni, powstała w XVI w. na terenie Portoryka, kiedy konkwistadorzy przywieźli swoje hiszpańskie konie.
Pierwsze pojawiły się tu w 1509 za sprawą Martina de Salazara. Kolejne przybywały w latach 1511, 1512, 1517 i 1524. Około roku 1550 rozpoczęła się selektywna hodowla, w wyniku której na terenie Ameryki Łacińskiej wykształciło się wiele odmian koni obdarzonych zdolnością specyficznego poruszania się.

## Pochodzenie i chody
Paso Fino powstał na skutek krzyżowania wymarłej już hiszpańskiej rasy Jennet z końmi andaluzyjskimi, zapewne ma w sobie też domieszkę krwi berberyjskiej. Ponieważ Jennet były inochodźcami, nic dziwnego, że paso fino również ma tę cechę. Rasę rozwijano ze względu na wytrzymałość i komfortowy dla jeźdźca sposób poruszania się. Oprócz stępa i galopu dysponuje ona trzema wyjątkowymi rodzajami chodów: paso fino, paso corto i paso largo. Pierwszy to wysoki, zebrany krok paradny - kopyta bardzo szybko poruszają się w górę i dół, obecnie używa się go głównie podczas pokazów. Drugi - powolny foulee, o prędkości pośredniej między skróconym a wyciągniętym galopem. Paso largo to rodzaj kłusa. Dla rasy Paso Fino typowa jest pełna wigoru akcja przednich kończyn oraz potężny napęd zapewniany przez tylne nogi przy obniżonej linii zadu. Dosiadanie tych koni okazuje się niezwykle wygodne, albowiem wstrząsy związane z ruchem są absorbowane przez grzbiet i zad zwierzęcia.

## Charakter
Są to wierzchowce pełne życia, niezwykle twarde i odporne. Chętne do współpracy, choć znane z indywidualnej osobowości. Mają łagodny, opanowany temperament. Dobrze współpracują z jeźdźcem, mimo tego posiadają typowy, "peruwiański" charakter - trzeba umieć zdobyć ich zaufanie.

## Eksterier
Mają małą głowę osadzoną na muskularnej szyi, łopatki niezwykle potężne, oraz głęboką, szeroką klatkę piersiową, która zapewnia dużo miejsca dla serca i płuc. Grzbiet jest zwykle krótki, zad owalny, a nogi są bardzo mocne. Ogon zazwyczaj nisko osadzony. Konie te występują we wszystkich umaszczeniach i mierzą od 140 do 150 cm w kłębie.